# فرش (سمك)
فَرْش (كما ورد في معجم الحيوان لامين معلوف), هو نوع من عائلة سمك الراي اللاسع , يُعرف القليل من المعلومات عن هذا النوع.

## الاسم الإنجليزي
له اسمان إنجليزيَّان هما round fantail stingray أو round stingray